# Lucien Bouchardeau
Lucien Bouchardeau (Niamey, 18 de diciembre de 1961-Niamey, 20 de febrero de 2018) fue un árbitro de fútbol nigerino. En Chile es conocido debido a que otorgó un cuestionado penalti a favor de Italia, en un partido contra la selección de fútbol de Chile, en la fase de grupos de la Copa Mundial de Fútbol de Francia 1998.
Murió el 20 de febrero de 2018 a la edad de 56 años por insuficiencia cardíaca.

## La controversia del penal
El 11 de junio de 1998 se jugó el primer partido del Grupo B, correspondiente a Italia contra Chile. El marcador iba 1-2 en favor de Chile, con 2 goles de Marcelo Salas (45' y 49') y uno de Christian Vieri (10'). A los 85 minutos, Bouchardeau cobra una  mano de Ronald Fuentes en el área de Chile dando lugar a un penal que fue anotado por Roberto Baggio. Gracias a esto, el marcador finalizó 2-2 y a Bouchardeau se le acusó de estropear el partido en favor de la selección italiana. La prensa chilena señaló que la misma jugada en contra de algún país importante no se habría cobrado como penal.  El árbitro terminó siendo expulsado del mundial y más tarde de su carrera por casos de posible corrupción.

## Después del hecho
Con posterioridad a ello, supuestas declaraciones lo vincularon con comentarios en contra de la FIFA durante el mundial, y discutibles casos de posible corrupción. En concreto, Joseph Blatter, presidente de la FIFA, reconoció haber pagado 25 000 dólares a Bouchardeau por "razones humanitarias y a cambio de información sobre corrupción en el fútbol africano".
En 2007, nueve años después del incidente de Francia 98, dio una entrevista a la prensa y le pidió disculpas al país de Chile por el penal que cobró, y aceptó que estuvo equivocado.